# Aretha Franklinová
Aretha Louise Franklinová (nepřechýleně Franklin; 25. března 1942 Memphis, Tennessee – 16. srpna 2018 Detroit, Michigan) byla americká zpěvačka, skladatelka a pianistka a jedna z nejvýznamnějších tvůrkyň soulové hudby. Na scéně se pohybovala přes padesát let. Získala celkem 18 cen Grammy, čímž se stala druhou nejúspěšnější držitelkou této ceny v historii. V roce 1987 byla jako první žena v historii uvedena do rock and rollové síně slávy. Bývá nazývána Královna soulu.

## Životopis

### Počátky kariéry

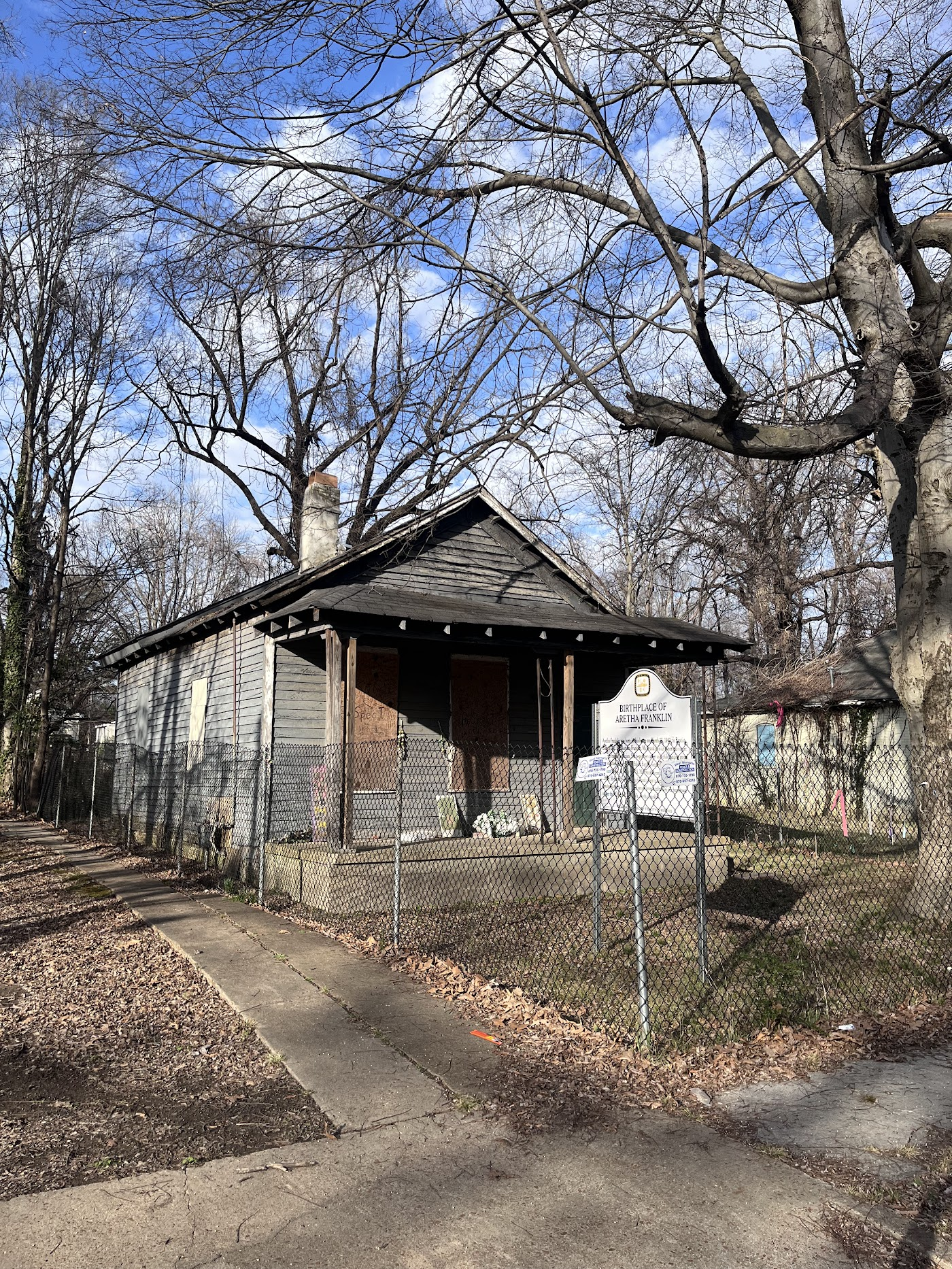
Rodný dům Arethy Franklin

Franklin se narodila 25. března 1942 v Memphisu ve státě Tennessee v rodině baptistického pastora. Její otec měl 70 vydaných gramofonových desek s nahrávkami svých kázání. Proto také měla blízko ke gospelu, se kterým také začínala od malička v místním kostele. Arethini rodiče si nerozuměli a v 10 letech zemřela matka na zástavu srdce. Poté následovala častá stěhování.
Zkušenosti s nahráváním měla už ve 14 letech, kdy vydala své úplně první nahrávky na albu Songs of Faith u společnosti JVB/Battle Records. Aretha byla ovlivněna zpočátku zpěvačkami jako jsou Mahalia Jackson nebo Clara Wardová. Zpívání musela zanechat ve chvíli, kdy se ještě jako teenager stala matkou. Při návratu ke zpívání po několika neúspěšných letech u nahrávací společnosti Motown and RCA v roce 1966 podepsala smlouvu s Atlantic Records, u které začala její úspěšná léta.

### Atlantic Records
V roce 1967 Franklinové vyšel první singl u společnosti Atlantic pod jménem I Never Loved a Man (The Way I Love You), přelomový hit, který se dostal do Top 10 Billboard Hot Charts a několik týdnů na 1. pozici Billboard Charts R&B Singles Chart, a druhá skladba Do Right Woman, Do Right Man.
Její další singl Respect, pocházející od Otise Reddinga, znamenal pro Franklinovou velký úspěch a stal se na několik týdnů číslem jedna. Úspěšné bylo album I Never Loved a Man The Way I Love You, které se začalo mohutně prodávat. Dalšími hity byly Baby I Love You, Chain Of Fools a (You Make Me Feel Like) A Natural Woman, které patřily mezi její největší hity.
Od 1968 následovaly roky, kdy Aretha vyhrávala téměř každým rokem ceny Grammy za nejlepší R&B přednes, takže později se tato kategorie začala nazývat kategorií Arethy Franklinové. Celkem má 11 těchto cen. Další období bylo spojené s úspěšnými hity Think, The House That Jack Built, I Say a Little Prayer, Call Me a Don't Play That Song (You Lied).
Na konci 60. let byla pozice Franklinové jako jedné z nejlepších zpěvaček neotřesitelná. Alba byla v prodejnosti velmi úspěšná a songy se pravidelně umisťovaly na předních pozicích. V roce 1972 se Amazing Grace stává s více než 2 miliony prodaných alb až do roku 1996 nejprodávanějším gospelovým albem všech dob.
Od druhé poloviny 70. let nástup dalších hudebních proudů a problémy s nahrávací společností zapříčinily prudký pokles zpěvaččiny popularity a další alba šla s prodejností prudce dolů.

### 80. léta
V roce 1980 Clive Davis vzal Arethu pod křídla své společnosti Arista Records. Singly United Together a Love All The Hurt Away — duet s Georgem Bensonem — vrátily zpěvačku do Top 10 na The Billboard R&B Singles Chart. V roce 1982 s albem Jump To It, produkovaným Lutherem Vandrossem, zaznamenává prodejní úspěchy a vysoké pozice na žebříčku.
80. léta jsou pro Arethu obdobím zkušeností s populární hudbou a několika úspěšných duetů například s Eurythmics (píseň Sisters Are Doing It For Themselves) nebo s Georgem Michaelem (duet I Knew You Were Waiting For Me). V roce 1987 Aretha Franklinová vstoupila do rock-and-rollové síně slávy jako první žena v historii hudby.
V roce 1987 se zpěvačka vrátila ke gospelu albem One Lord, One Faith, One Baptism, které však nebylo tak úspěšné jako album z roku 1972. Následovala alba Through The Storm z roku 1989 a What You See Is What You Sweat z roku 1991, která byla bez většího ohlasu.

### Královna soulu

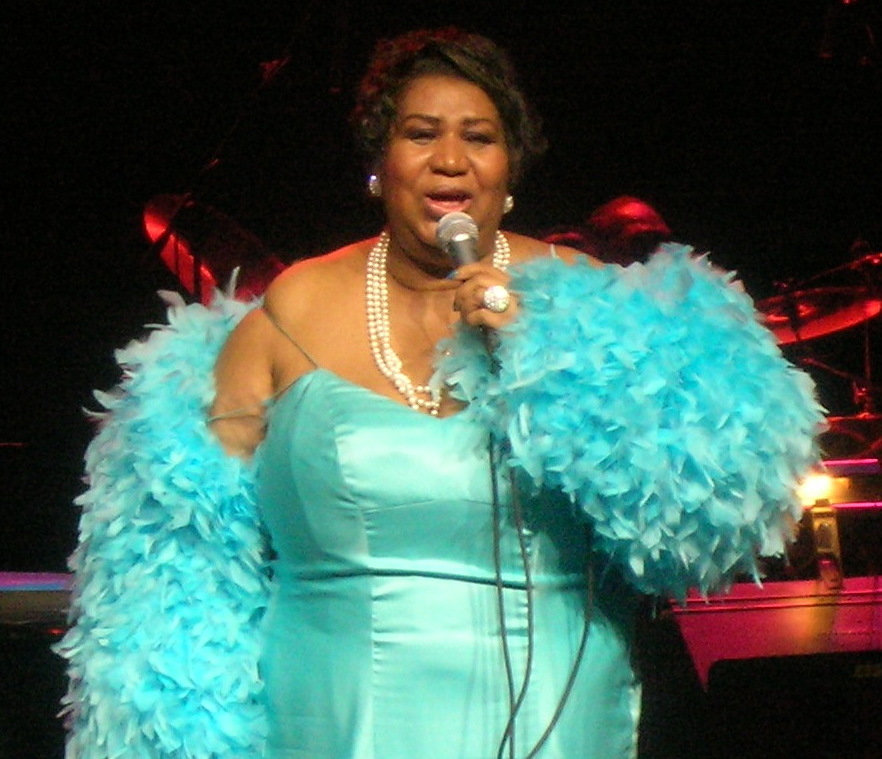
Aretha Franklin v roce 2007

Úspěch Aretha Franklinová zaznamenala v roce 1993, kdy bodovala píseň Deeper Love, objevující se ve filmu Sestra v akci 2. V roce 1994 Franklinová přišla s dalším hitem, který produkoval Babyface, baladou Willing To Forgive, která bodovala v amerických hitparádách. V roce 1995 uspěla s dalším hitem od Babyface na soundtracku k filmu Waiting To Exhale, na kterém se podílela s dalšími zpěvačkami jako Whitney Houston, Mary J. Blige, Brandy nebo CeCe Winans.
Franklinová úspěch zopakovala v roce 1998, kdy vyšlo hip hop soulové album A Rose Is Still A Rose. Úvodní píseň stejného názvu pod taktovkou Lauryn Hillové se stala dalším hitem. Ve stejném roce Franklinová vystoupila s operní písní Nessun Dorma, kterou vzala po nemocném Lucianu Pavarottim. Na předávání cen Grammy tato píseň byla mezi skladbami nejlépe hodnocenými hudebníky.
Posledními alby byly The Queen in Waiting z roku 2002, So Damn Happy z roku 2003 a Jewels in the Crown: All-Star Duets with the Queen z roku 2007.
V listopadu 2010 Aretha Franklinová zrušila všechny naplánované koncerty a veřejná vystoupení. Ve čtvrtek 2. prosince nastoupila do nemocnice na operaci. Na rady lékařů se na veřejnosti neměla objevit minimálně do května 2011. Již v lednu 2011 v telefonním rozhovoru pro Wendy Wlliams Show  diváky ujistila, že bude vystupovat, že její zdravotní stav je dobrý.
Na slavnostním ceremoniálu 53rd Annual Grammy Awards 13. února 2011 jí vzdaly poctu v Special GRAMMY Tribute to the Queen of Soul zpěvačky: Christina Aguilera, Jennifer Hudson, Yolanda Adams, Martina McBride a Florence Welch. Aretha Franklin se ceremoniálu nezúčastnila.
V úterý 3. května 2011 vydala na počest své padesátileté hudební kariéry novou desku s názvem "A Woman Falling Out Of Love". Je první nahrávkou, kterou Franklin vydává pod vlastním labelem Aretha's Records, nabízí balady, bluesové písně i gospely.
Seznam skladeb: How Long I've Waited, Sweet Sixteen, This You Should Know, U Can't See Me, Theme From A Summer Place, The Way We Were, New Day, Put It Back Together Again, Faithful (featuring Karen Clark-Sheard), His Eye Is On The Sparrow (Performed by Eddie Franklin), When Two Become One, My Country 'Tis Of Thee (Bonus).

## Úspěšná alba
- 1967 I Never Loved a Man the Way I Love You
- 1967 Aretha Arrives
- 1968 Lady Soul
- 1968 Aretha Now
- 1969 Soul '69
- 1970 This Girl's in Love with You
- 1970 Spirit in the Dark
- 1971 Aretha Live at Fillmore West
- 1971 Young, Gifted and Black
- 1972 Amazing Grace
- 1973 Hey Now Hey (The Other Side of the Sky)
- 1974 Let Me in Your Life
- 1974 With Everything I Feel in Me
- 1975 You
- 1976 Sparkle
- 1977 Sweet Passion
- 1978 Almighty Fire

- 1979 La Diva
- 1980 Aretha
- 1981 Love All the Hurt Away
- 1982 Jump to It
- 1983 Get It Right'
- 1985 Who's Zoomin' Who?
- 1986 Aretha
- 1987 One Lord, One Faith, One Baptism
- 1987 The Collection
- 1989 Through the Storm
- 1991 What You See Is What You Sweat
- 1994 Greatest Hits 1980-1994
- 1998 A Rose Is Still a Rose
- 2002 The Queen in Waiting
- 2003 So Damn Happy
- 2007 Jewels in the Crown: All-Star Duets with the Queen
- 2011 A Woman Falling Out Of Love